# Eddie Hopkinson
Edward Hopkinson (29 de outubro de 1935 - 25 de  abril de  2004) mias conhecido como Eddie Hopkinson foi um futebolista inglês que atuou como goleiro.

## Carreira
Atuou toda sua carreira no Bolton Wanderers Football Club de 1952 até 1970 sendo considerado idolo no clube e conquistando os principais títulos deste. Fez parte do elenco da Seleção Inglesa de Futebol na Copa do Mundo FIFA de 1958.